# Auditorio Municipal de Nashville

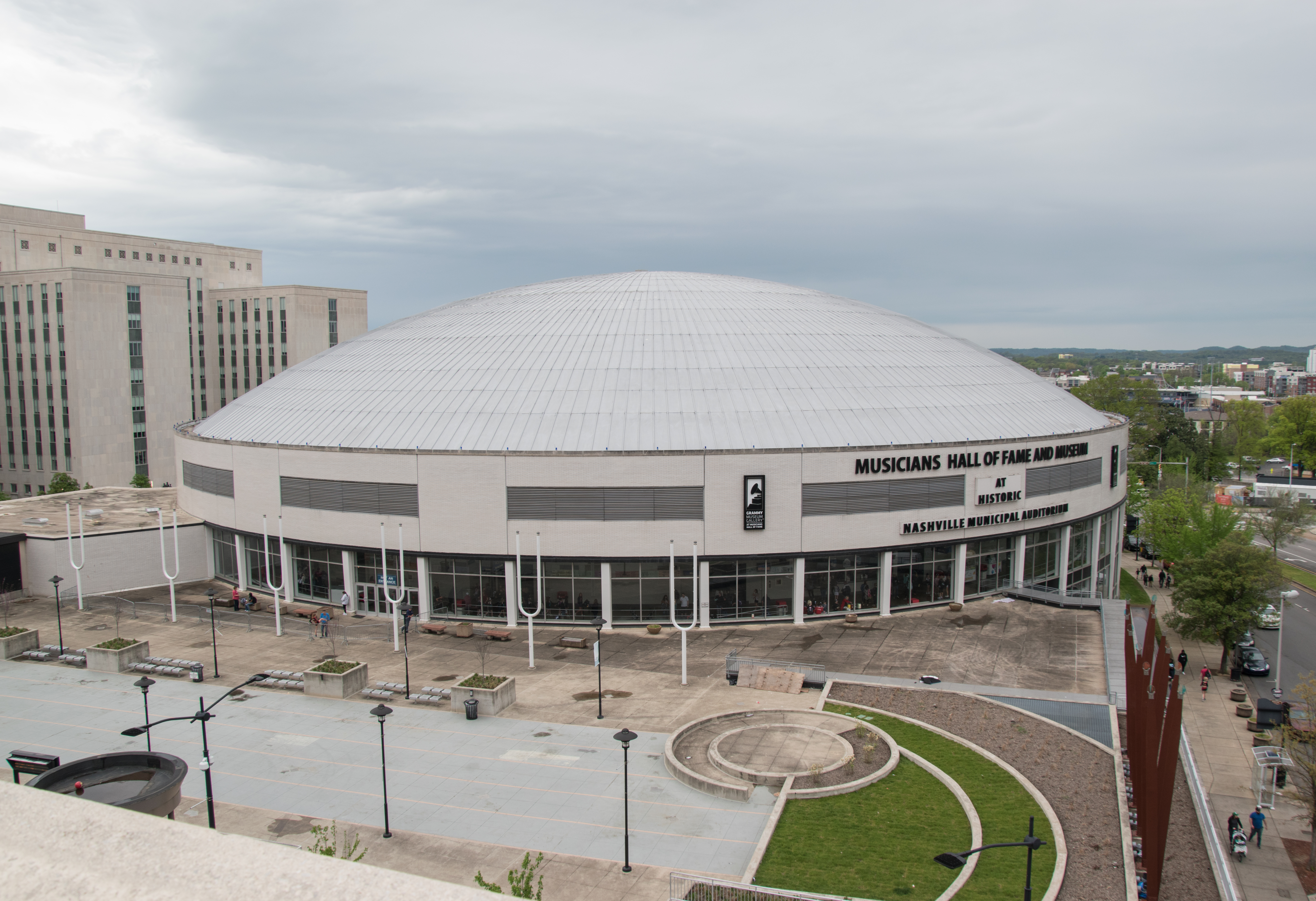
Auditorio municipal de Nashville

El Auditorio municipal de Nashville es un recinto deportivo y de conciertos bajo techo en Nashville, Tennessee, Estados Unidos. El lugar fue construido en el sitio del antiguo Teatro Bijou como parte de un plan de renovación urbana. El teatro Bijou fue frecuentado por audiencias afroamericanas antes de la desegregación.
Diseñado por Marr & Holman y construido por Nashville Bridge Company a un costo de USD 5 millones, el lugar fue uno de los primeros salones de actos públicos en el Sur estadounidense con aire acondicionado. Inaugurada el 7 de octubre de 1962, la estructura contiene un cuenco de 306 pies de diámetro con un techo transparente de curva esférica. Dentro de la instalación hay una sala de exposiciones subterránea y una arena con dos niveles de gradas para espectadores.
El Auditorio Municipal de Nashville fue anteriormente la sede de varios equipos, sobre todo de los Belmont Bruins de la National Collegiate Athletic Association de 2001 a 2003. El lugar también ha acogido importantes eventos, tales comoVolunteer Jam (1976–1985), WrestleWar (1989), Starrcade (1994–1996), In Your House (1995), Campeonato de patinaje artístico de EE. UU. (1997), SuperBrawl (2001), Slammiversary (2007), Lockdown (2012) y el último combate de Ric Flair (2022).
La sala de exposiciones es desde 2013 la sede permanente del Museo y Salón de la Fama de los Músicos.